# Зайиц, Ян
Ян Зайиц (чеш. Jan Zajíc; 3 июля 1950, Витков — 25 февраля 1969, Прага) — чешский студент, совершивший самосожжение в центре Праги после ввода советских войск в Чехословакию. В чешской публицистике известен как «Факел № 2» (чеш. Pochodeň č. 2), Факел № 1 — Ян Палах.

## Биография
Ян Зайиц родился в городе Витков на северо-востоке современной Чехии в 1950 году, в семье Ярослава и Марты Зайиц. Он окончил среднюю школу и в 1965 году поступил в железнодорожный техникум в Шумперке, чтобы как можно раньше получить профессию и помогать семье, в которой, кроме Яна, было ещё двое детей.
Юность Зайица проходила на фоне бурных политических событий: короткий период политических реформ, известный как Пражская весна, а затем — вторжение войск СССР и других стран восточного блока, ставшее ответом на демократизацию Чехословакии. Зайиц, как и большинство чехов, был противником военного вмешательства ОВД в политику Чехословакии. Он выступал на публичных дебатах, а позднее, вместе с группой студентов в Шумперке, организовал голодовку, протестуя против советской оккупации.
16 января 1969 года студент Карлова университета Ян Палах совершил акт самосожжения в знак протеста против ввода советских войск в Чехословакию. Этот поступок произвёл на Зайица глубокое впечатление. Он на несколько дней приехал в Прагу и принял участие в похоронах Палаха, превратившихся в массовую демонстрацию. Зайиц ожидал, что другие люди последуют примеру Палаха, но когда этого не случилось, начал готовиться сам.

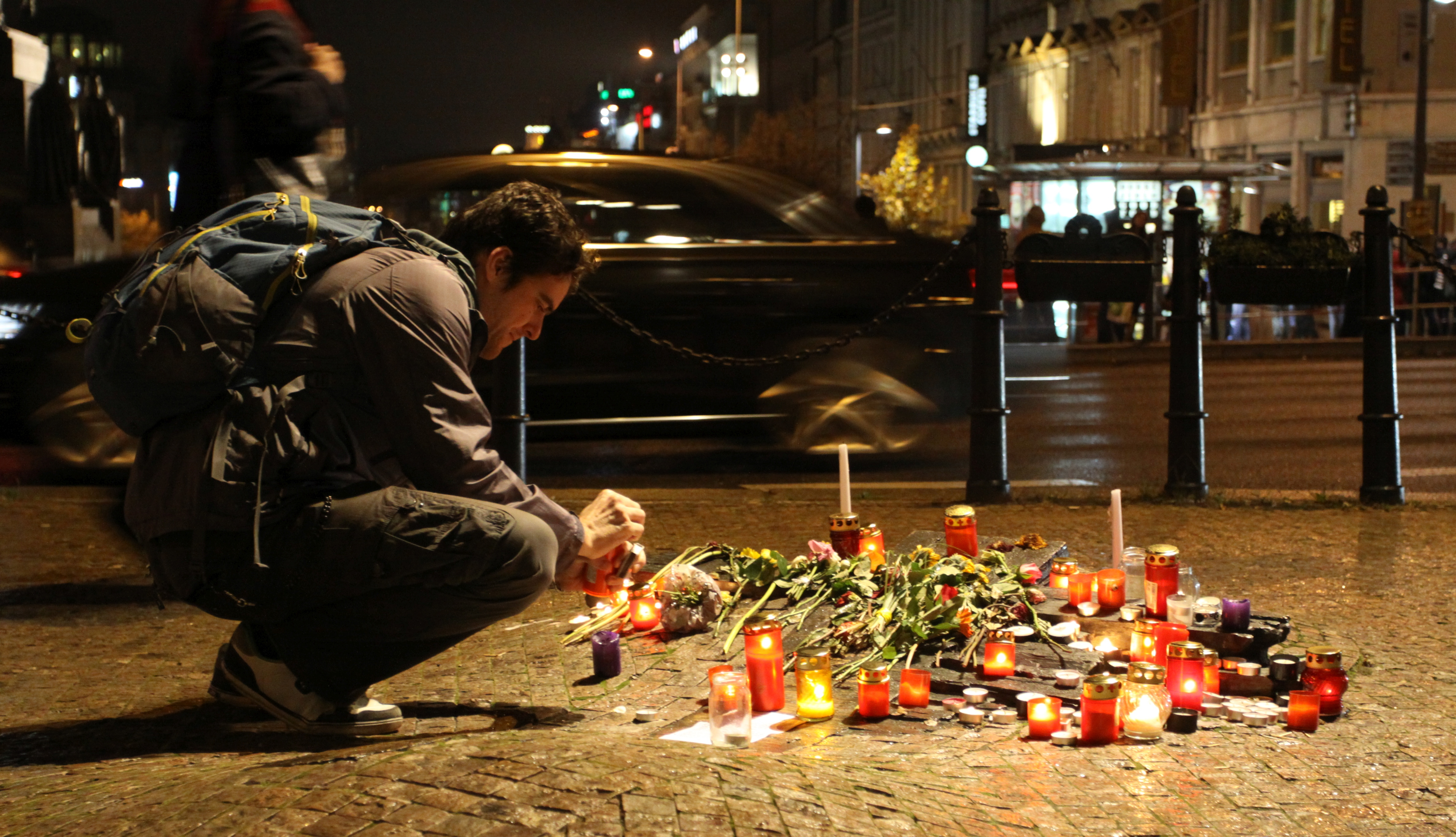
Мемориал Палаху и Зайицу у Национального музея (Прага)

25 февраля 1969 года Ян Зайиц вместе с тремя однокурсниками снова приехал в Прагу. Он отправился на Вацлавскую площадь и в подъезде дома № 39 облил себя бензином и поджёг. Зайиц не успел выбежать из подъезда и умер на месте. Это произошло в 21-ю годовщину коммунистического переворота в Чехословакии.
Чехословацкая служба безопасности опасалась общественного резонанса после самоубийства Зайица, поэтому его похороны состоялись не в Праге, а в Виткове, в траурной церемонии приняли участие восемь тысяч человек. Посмертную маску снял скульптор Ольбрам Зоубек, который ранее сделал то же самое для Яна Палаха.

## Предсмертное письмо
Среди бумаг, найденных в портфеле у тела Зайица, была записка — последнее обращение к семье.

Мама, папа, брат, сестрёнка!

Когда вы прочитаете это письмо, я буду уже мёртв или близок к смерти. Я знаю, каким тяжёлым ударом станет для вас мой поступок, но прошу на меня не сердиться. К сожалению, мы не одни в этом мире. Я делаю это не потому, что устал от жизни, наоборот, я слишком сильно её ценю. Надеюсь, что мой поступок сделает жизнь лучше. Я знаю, чего стоит жизнь, и знаю, что она — дороже всего. Но я хочу многого для вас, для каждого, поэтому я должен много заплатить. После моего поступка не падайте духом, пусть Яцек больше учится, и Мартичка тоже. Вы никогда не должны мириться с беззаконием, каким бы оно ни было. Моя смерть обязывает вас к этому. Мне жаль, что я больше никогда не увижу вас или то, что я так любил. Простите, что так часто спорил с вами. Не дайте им представить меня сумасшедшим.

Передайте привет ребятам, реке и лесу.
— Ян Зайиц
Оригинальный текст (чешск.)Maminko, tatínku, bratře, sestřičko!
Až budete číst tento dopis, budu už mrtev nebo velmi blízko smrti. Vím, jak velmi vážnou ránu vám svým činem způsobím, ale nezlobte se na mne. Želbohu, nejsme na světě jenom sami. Nedělám to proto, že by mne omrzel život, ale právě proto, že si ho až příliš vážím. Svým činem ho snad zajistím lepší. Znám cenu života a vím, že je to to nejdražší. Ale já hodně chci pro vás, pro všechny, a proto musím hodně platit. Po mém činu nepodléhejte malomyslnosti, ať se Jacek učí víc a Martička taky. Nesmíte se nikdy smířit s nespravedlností, ať je jakákoliv. Moje smrt vás k tomu zavazuje. Je mi líto, že už nikdy neuvidím vás ani to, co jsem měl tak rád. Odpusťte, že jsem se s vámi tolik hádal. Nenechejte ze mě udělat blázna.

Pozdravujte kluky, řeku a les.

## Память

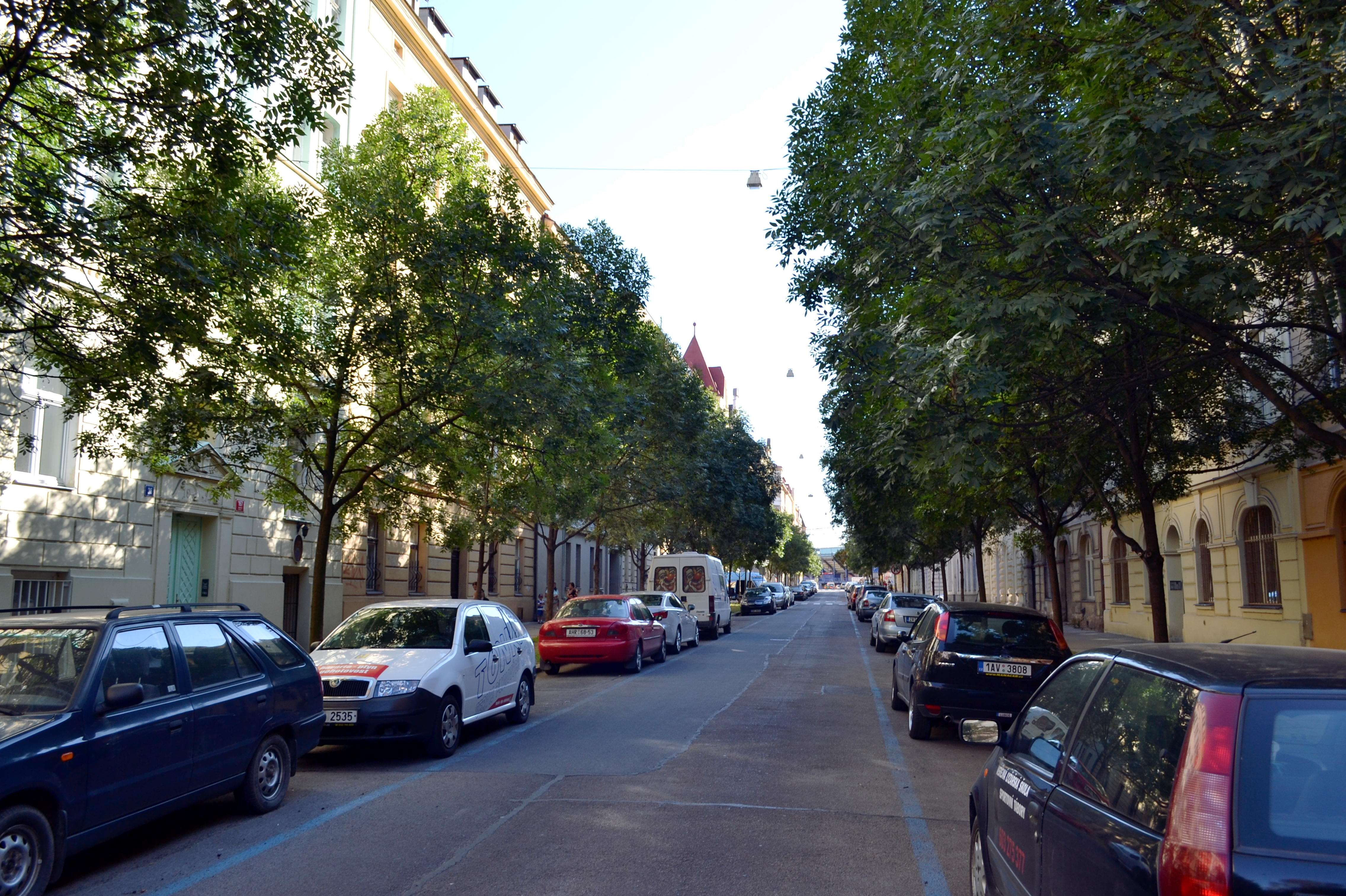
Пражская Комсомольская улица в 1991 году была переименована в улицу Яна Зайица

В период нормализации поступок Яна Зайица и само его имя замалчивались. Мать Яна была уволена из школы, где работала учительницей, младшая сестра Марта не смогла поступить в колледж. После падения коммунистического режима память Зайица была увековечена во многих местах, связанных с его жизнью. Главная городская площадь Виткова получила имя Зайица, в его честь была названа площадь и в Шумперке, а в 1992 году муниципалитет города присвоил Зайицу звание почётного гражданина посмертно. В Праге на Вацлавской площади установлен мемориал Яна Палаху, Яну Зайицу и другим жертвам коммунизма. Неподалёку, перед зданием Национального музея Чехии, находится вмурованный в мостовую бронзовый крест, представляющий собой ещё один мемориал Палаху и Зайицу.
В 1991 году президент Чехословакии Вацлав Гавел посмертно наградил Яна Зайица орденом Томаша Гаррига Масарика первой степени. В Виткове с 1992 года работает благотворительный фонд имени Яна Зайица, который присуждает премии подросткам, добившимся выдающихся успехов в различных соревнованиях, благотворительной деятельности или совершившим героический поступок, например спасение человеческой жизни.

## Галерея

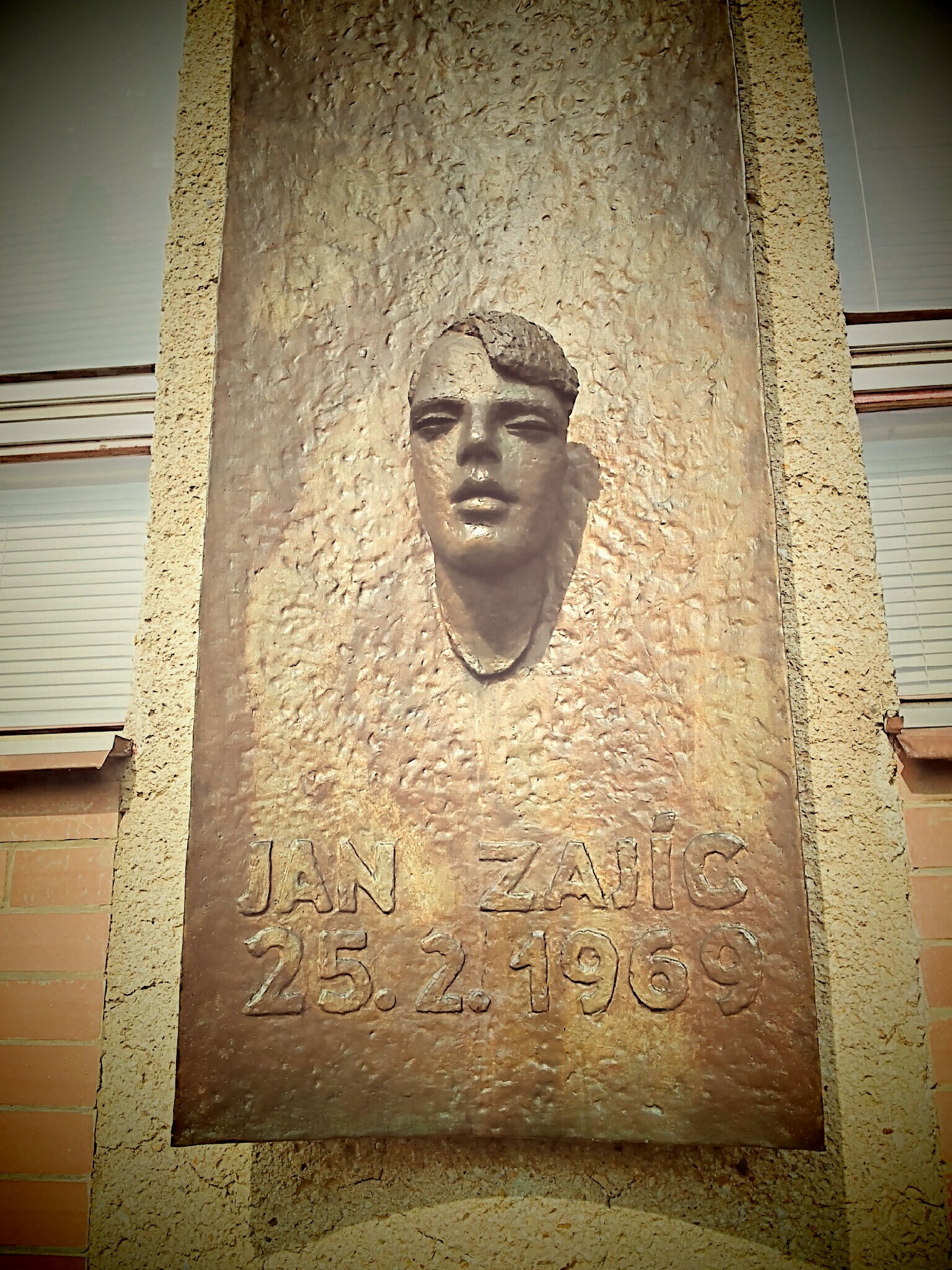
Рельеф на стене техникума в Шумперке, где учился Ян Зайиц
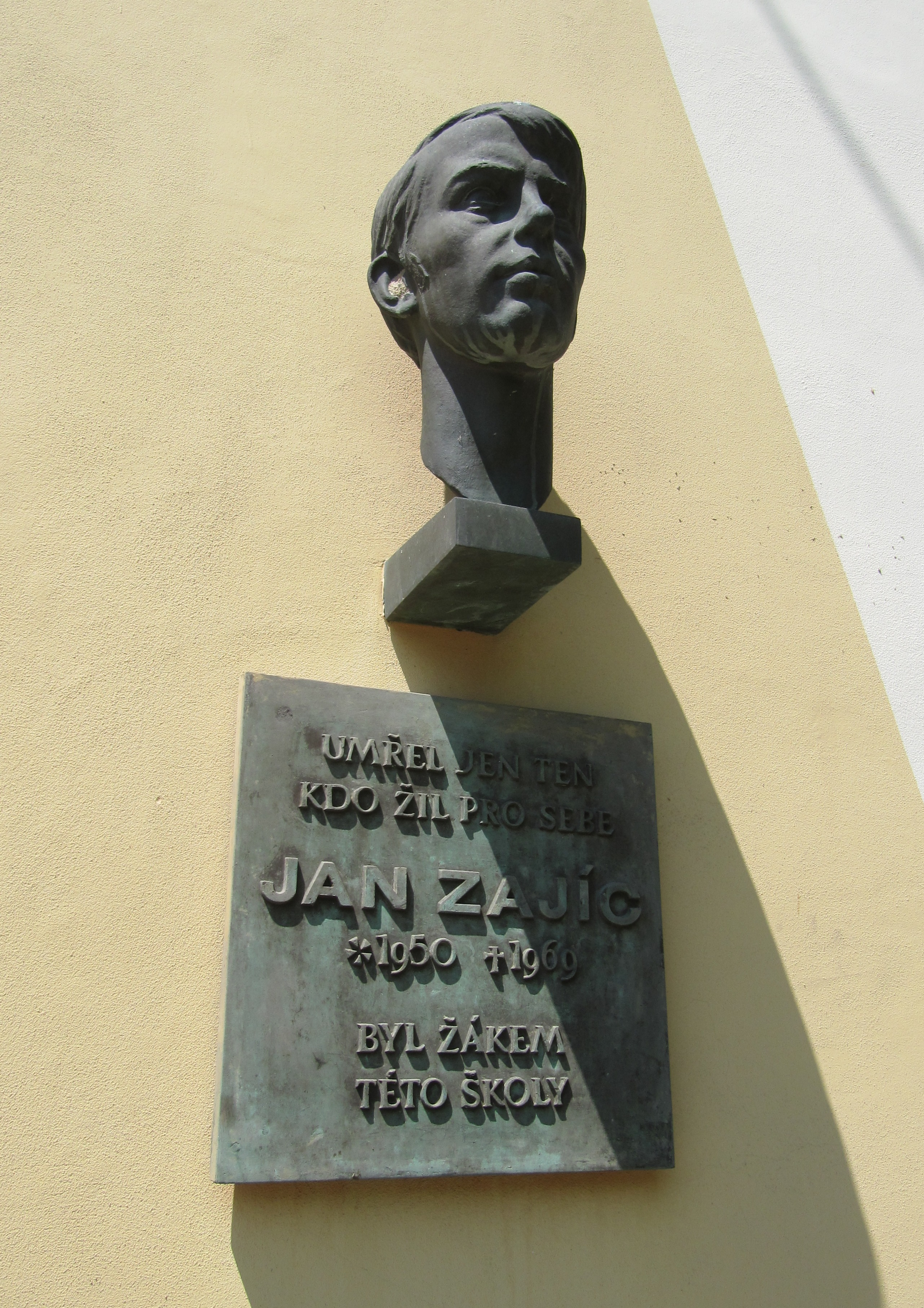
Бюст и мемориальная доска на стене школы в Виткове
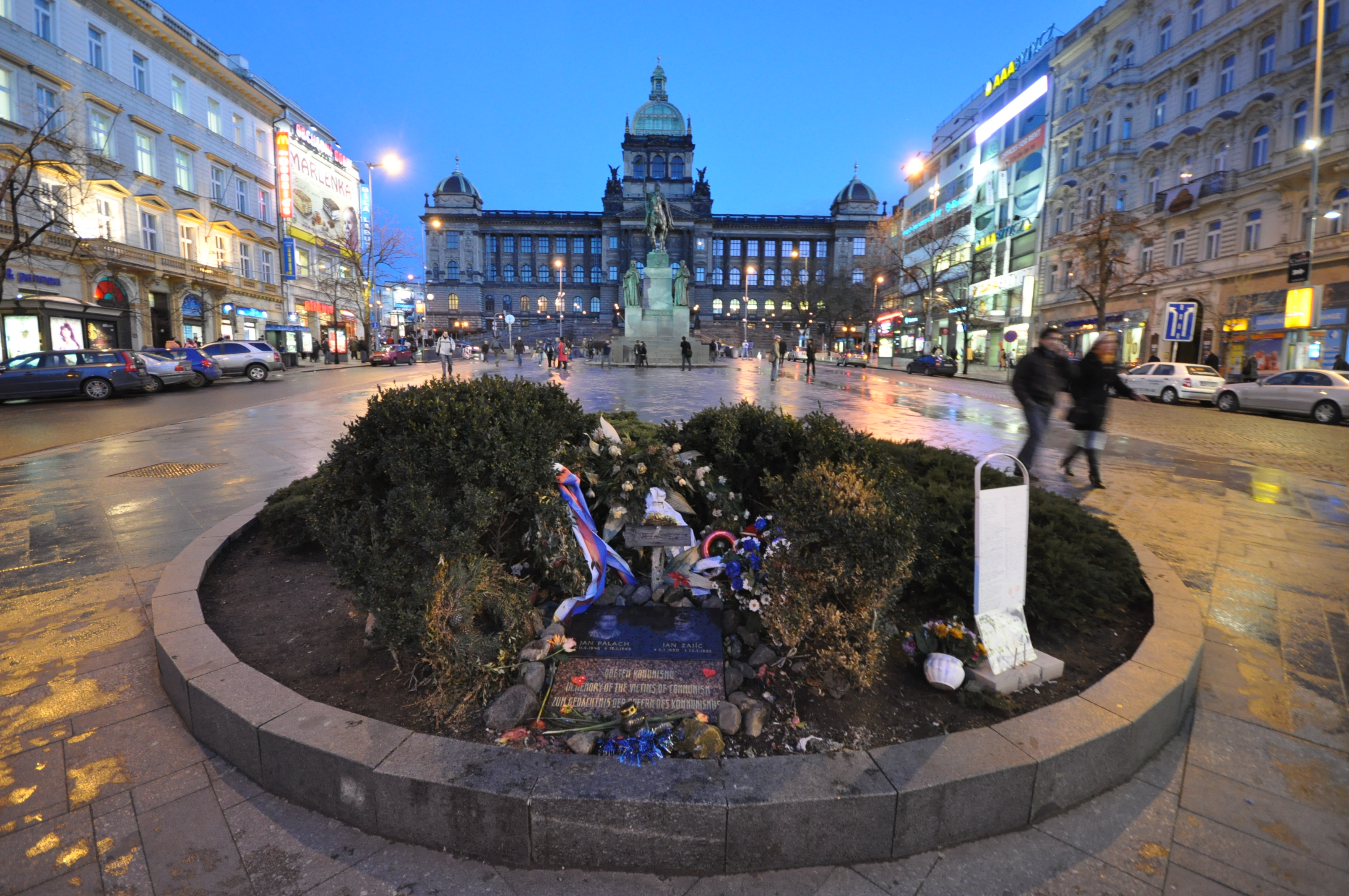
Мемориал жертвам коммунизма на Вацлавской площади
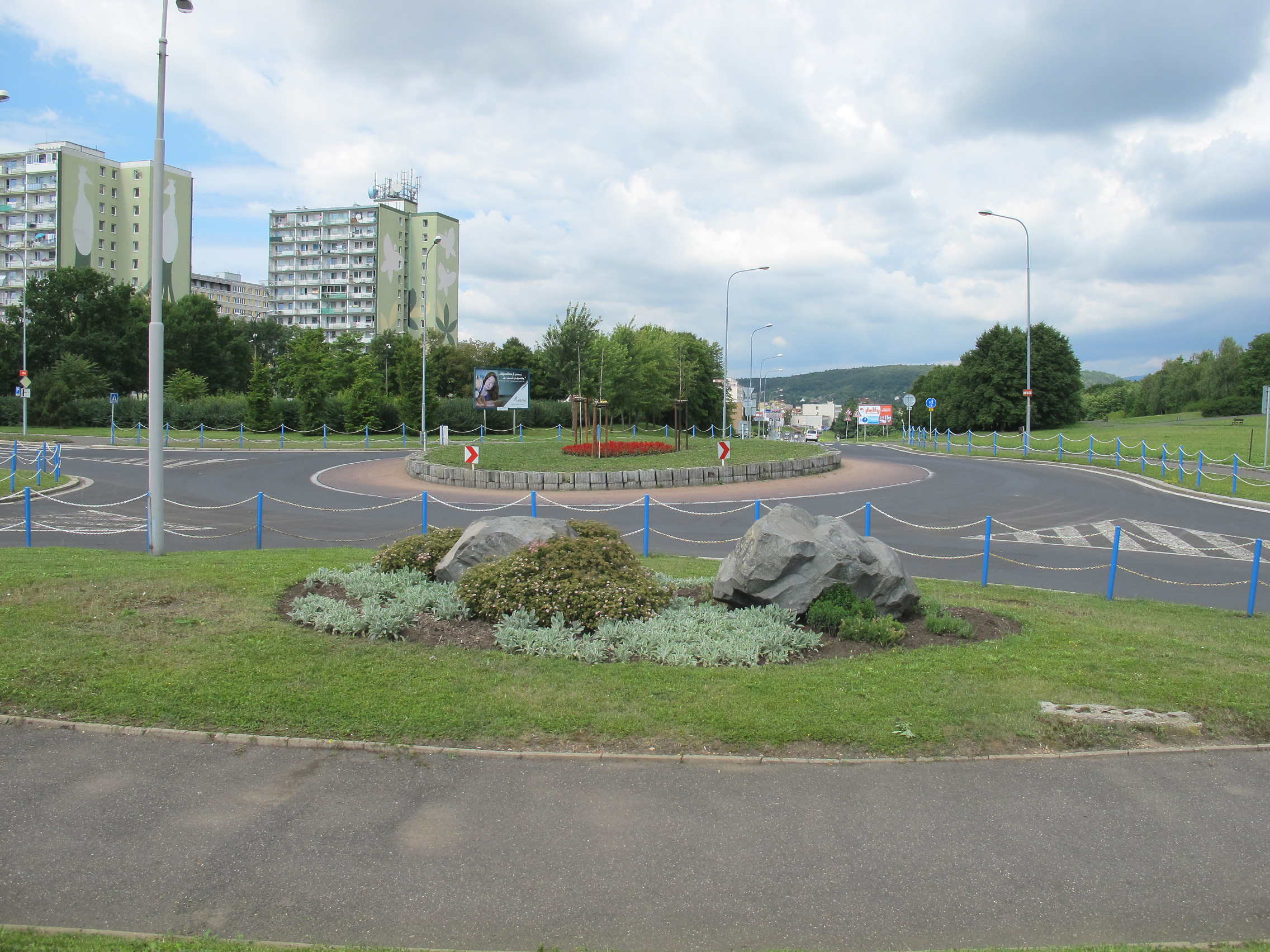
Перекрёсток улиц Яна Палаха и Яна Зайица (Мост, Устецкий край)
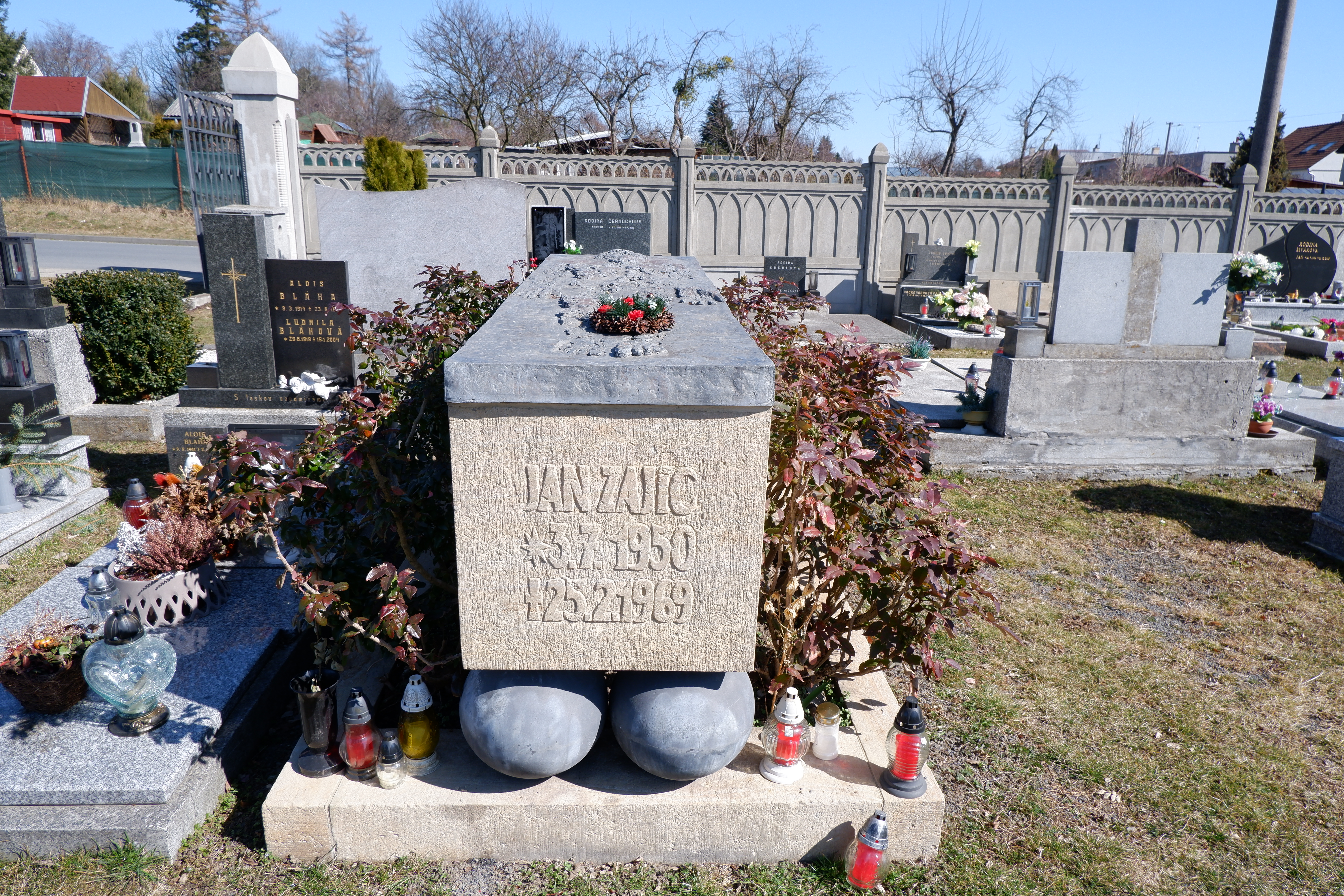
Могила Яна Зайица на витковском кладбище